# Pietro Guerri
Pietro Guerri (Montevarchi, 2 ottobre 1865 – Montevarchi, 27 aprile 1936) è stato uno scultore e politico italiano, attivo principalmente nella sua zona d'origine, il Valdarno, e sindaco per due mandati della cittadina toscana dal 1911 al 1913 e dal 1920.
Numerose sono le sue opere sparse sul territorio, monumenti commemorativi, sculture funerarie e religiose, tra i quali si ricordano nella città natale, il busto marmoreo monumentale di Giuseppe Mazzini, opera del 1892, e la statua di san Lorenzo, del 1894, posta nella nicchia del campanile della collegiata di San Lorenzo. Diversi anche le sue sculture raffiguranti Giuseppe  Garibaldi, tra i quali il monumento a Giuseppe Garibaldi posto a San Giovanni Valdarno, dove l'Eroe dei due mondi è ritratto in posizione eretta, il monumento di Anghiari (1914), un busto a Bibbiena (1909) e due bassorilievi raffiguranti Garibaldi in piedi e Anita Garibaldi a cavallo, parte dell'obelisco commemorativo a lui dedicato sito a Montevarchi.